# Okręgowe ligi polskie w piłce nożnej (1920)

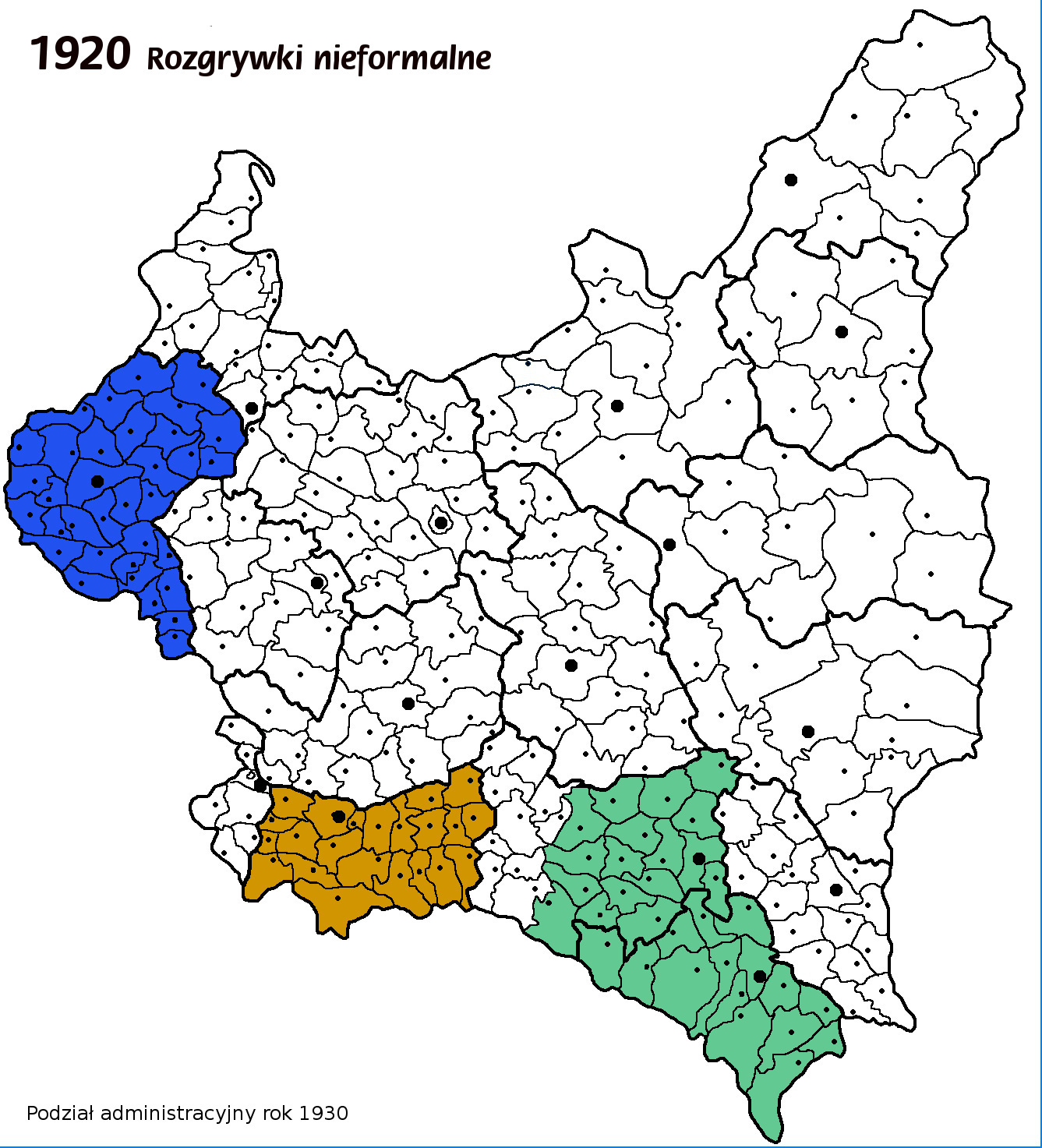
Okręgi piłkarskie biorące udział w MP 1920 (okręgi, w których faktycznie rozpoczęto rozgrywki).

Okręgowe ligi polskie w piłce nożnej w 1920 roku – faza eliminacyjna premierowej edycji oficjalnych mistrzostw Polski, mająca na celu wyłonienie mistrzów pięciu okręgów piłkarskich, którzy latem i jesienią mieli rywalizować pomiędzy sobą o tytuł mistrza kraju. Rozgrywki były organizowane na dwóch szczeblach: Klasach A i Klasach B przez pięć Okręgowych Związków Piłki Nożnej (OZPN) i prowadzone systemem ligowym wiosną oraz latem roku kalendarzowego 1920. Nie dokończono ich na skutek trwającej wojny polsko-bolszewickiej.
| Poziomy rozgrywkowe w sezonie 1920 | Poziomy rozgrywkowe w sezonie 1920 | Poziomy rozgrywkowe w sezonie 1920  |
| Rozgrywki                          | P                                  | Nazwa                               |
| ---------------------------------- | ---------------------------------- | ----------------------------------- |
| Centralne                          | I                                  | Mistrzostwa Polski – nie odbyły się |
| Okręgowe (5 okręgów)               | II                                 | A Klasa                             |
| Okręgowe (5 okręgów)               | III                                | B klasa                             |

## Historia

### Tło
W dniach 20–21 grudnia 1919 odbył się w Warszawie „1. zjazd 31 polskich klubów piłki nożnej” (1. Założycielskie Zgromadzenie Polskiego Związku Piłki Nożnej), podczas którego m.in. dokonano podziału kraju na 5 okręgów piłkarskich (Okręgowe Związki Piłki Nożnej): krakowski, lwowski, łódzki, poznański i warszawski, a także ogłoszono regulamin krajowych rozgrywek o mistrzostwo polskie w roku 1920, zaplanowanych do przeprowadzenia w sezonie 1920.
Regulamin pierwszej edycji mistrzostw Polski opracowali wspólnie działacze trzech klubów krakowskich: Cracovii, Wisły oraz Robotniczego KS. Według niego – jak również poczynionych na zjeździe ustaleń – ogólnokrajowe zmagania o tytuł mistrzowski miały odbyć się w cyklu „wiosna-jesień” i na dwóch szczeblach rozgrywkowych: Klasach A (występujące w nich drużyny miały walczyć o mistrzostwo Polski) oraz Klasach B (przydzielono do nich zespoły rezerw drużyn z Klasy A oraz słabsze kluby w danych okręgach). Zmagania klas A planowano przeprowadzić dwufazowo – na wiosnę rozgrywki okręgowe w pięciu grupach miały wyłonić mistrzów pięciu okręgów (krakowskiego, lwowskiego, łódzkiego, poznańskiego i warszawskiego), którzy jesienią rywalizowaliby między sobą w turnieju finałowym o tytuł mistrza Polski (systemem ligowym – „każdy z każdym, mecz i rewanż”).

### Przebieg rywalizacji
Do rozgrywek pierwszej fazy mistrzostw Polski, w pięciu okręgowych klasach A, dopuszczono łącznie 19 zespołów, które dla wyłonienia mistrzów każdego okręgu miały rozegrać w sumie 58 meczów (we wszystkich okręgach planowano grać „każdy z każdym, mecz i rewanż”). Pełną fazę eliminacyjną klasy A przeprowadzono jedynie w okręgu krakowskim, w którym odbyły się wszystkie z zaplanowanych 12 spotkań. Rozgrywki zainaugurowano tam 25 kwietnia 1920, a zakończono 29 czerwca 1920, natomiast mistrzem została Cracovia. Plany w czterech pozostałych okręgach pokrzyżowała trwająca wojna polsko-bolszewicka. Zmagania w okręgu poznańskim prowadzono od 9 maja 1920, a udało się rozegrać 16 z 20 zaplanowanych pojedynków. W okręgu lwowskim walczono od 6 czerwca 1920, ale rozegrano tylko 2 z 12 meczów. W okręgach: łódzkim oraz warszawskim rozgrywek nawet nie zainaugurowano.
Pierwszy mecz oficjalnych rozgrywek w Polsce odbył się 18 kwietnia 1920 w krakowskiej klasie B, a Wawel Kraków uległ w nim Cracovii II 1:3. 25 kwietnia 1920 rozegrano natomiast premierowy mecz w ramach mistrzostw Polski (w klasie A grupy krakowskiej), w którym Cracovia ograła Jutrzenkę 8:0.

## Rozgrywki okręgowe

### Krakowska klasa A
- Mistrz: Cracovia – awans do fazy finałowej mistrzostw Polski 1920 (nie odbyły się).

| Lp. | Drużyna          | M | Z | R | P | Bramki | Bramki | Różn. | Pkt. | Uwagi |
| --- | ---------------- | - | - | - | - | ------ | ------ | ----- | ---- | ----- |
| 1   | Cracovia         | 6 | 5 | 0 | 1 | 28     | 2      | +26   | 10   |       |
| 2   | Wisła Kraków     | 6 | 3 | 1 | 2 | 13     | 5      | +8    | 7    |       |
| 3   | Makabi Kraków    | 6 | 2 | 2 | 2 | 5      | 8      | -3    | 6    |       |
| 4   | Jutrzenka Kraków | 6 | 0 | 1 | 5 | 1      | 32     | -31   | 1    |       |

#### Klasa B
| Lp. | Drużyna             | M  | Z | R | P | Bramki | Bramki | Różn. | Pkt. | Uwagi |
| --- | ------------------- | -- | - | - | - | ------ | ------ | ----- | ---- | ----- |
| 1   | Cracovia II         | 10 |   |   |   | 47     | 3      | +44   | 20   |       |
| 2   | Wisła II Kraków     | 10 |   |   |   | 27     | 16     | +11   | 13   |       |
| 3   | Wawel Kraków        | 10 |   |   |   | 20     | 21     | +1    | 9    |       |
| 4   | Podgórze Kraków     | 10 |   |   |   | 19     | 29     | -10   | 9    |       |
| 5   | Makkabi II Kraków   | 10 |   |   |   | 14     | 28     | -14   | 5    |       |
| 6   | Jutrzenka II Kraków | 10 |   |   |   | 7      | 37     | -30   | 4    |       |

### Lwowska klasa A
- Mistrz: nie wyłoniono – rozgrywki przerwano

| Lp. | Drużyna            | M | Z | R | P | Bramki | Bramki | Różn. | Pkt. | Uwagi |
| --- | ------------------ | - | - | - | - | ------ | ------ | ----- | ---- | ----- |
| 1   | Pogoń Lwów         | 1 | 1 | 0 | 0 | 3      | 1      | +2    | 2    |       |
| 2   | Czarni Lwów        | 2 | 1 | 0 | 1 | 7      | 3      | +4    | 2    |       |
| 3   | Polonia Przemyśl   | 1 | 0 | 0 | 1 | 0      | 6      | -6    | 0    |       |
| 4   | Rewera Stanisławów | 0 | 0 | 0 | 0 | 0      | 0      | 0     | 0    |       |

### Łódzka klasa A
- Mistrz: nie wyłoniono – rozgrywek nie rozpoczęto
- Zgłoszone drużyny: Klub Turystów Łódź, ŁKS Łódź, ŁTSG Łódź, Szturm Łódź

### Poznańska klasa A
- Mistrz: nie wyłoniono – rozgrywki przerwano

| Lp. | Drużyna               | M | Z | R | P | Bramki | Bramki | Różn. | Pkt. | Uwagi |
| --- | --------------------- | - | - | - | - | ------ | ------ | ----- | ---- | ----- |
| 1   | Warta Poznań          | 6 | 4 | 2 | 0 | 30     | 4      | +26   | 10   |       |
| 2   | Unia Poznań           | 7 | 4 | 1 | 2 | 10     | 17     | -7    | 9    |       |
| 3   | Posnania Poznań       | 7 | 3 | 2 | 2 | 13     | 8      | +5    | 8    |       |
| 4   | Pogoń Poznań          | 6 | 1 | 1 | 4 | 13     | 22     | -9    | 3    |       |
| 5   | Ostrovia Ostrów Wlkp. | 6 | 0 | 2 | 4 | 0      | 15     | -15   | 2    |       |

### Warszawska klasa A
Mistrz: nie wyłoniono – rozgrywek nie rozpoczęto
Zgłoszone drużyny: Korona Warszawa, Polonia Warszawa